# یواس‌اس پراید (دی‌ئی-۳۲۳)
یواس‌اس پراید (دی‌ئی-۳۲۳) (به انگلیسی: USS Pride (DE-323)) یک کشتی بود که طول آن ۳۰۶ فوت (۹۳ متر) بود. این کشتی در سال ۱۹۴۳ ساخته شد.